# Jackie Sardou
Pour les articles homonymes, voir Sardou.
 (août 2014).
Si vous disposez d'ouvrages ou d'articles de référence ou si vous connaissez des sites web de qualité traitant du thème abordé ici, merci de compléter l'article en donnant les références utiles à sa vérifiabilité et en les liant à la section « Notes et références ».
Jacqueline Labbé dite Jackie Rollin puis Jackie Sardou, née le 7 avril 1919 dans le 10e arrondissement de Paris et morte le 2 avril 1998 dans le 17e arrondissement de la même ville, est une actrice française.
Elle est l'épouse de l'acteur et chanteur Fernand Sardou, la mère du chanteur Michel Sardou, et la grand-mère du romancier Romain Sardou et du comédien Davy Sardou.
Comédienne truculente, Jackie Sardou était un des piliers du théâtre de boulevard : en fin de carrière, elle triomphe au théâtre dans Le Clan des veuves (1990-1993) de Ginette Garcin, avec cette dernière et Mony Dalmès.

## Biographie
Jacqueline Labbé naît de père inconnu dans une mansarde du 8, rue de l'Échiquier. Sa mère Andrée Labbé, dite « Bagatelle », est danseuse au Concert Mayol (au n° 10 de la même rue) ainsi qu'au Moulin-Rouge où elle danse le french cancan.
À 16 ans, elle remplace au pied levé une danseuse dans l'opérette En plein pastis à laquelle participent sa mère et Fernand Sardou dans le rôle du jeune premier. Ils se retrouvent par hasard à Paris le 14 juillet 1939 et ont une aventure d'un soir. Ils se revoient ensuite très brièvement à Genève, puis après la Libération en octobre 1944 pour ne plus jamais se quitter, et se marient à Paris le 7 juillet 1945. Elle donne naissance à son unique enfant, Michel, le 26 janvier 1947. Elle occupe la scène du « Liberty’s » pendant dix ans, sous le nom de Jackie Rollin, du nom de son compagnon d'avant-guerre, un directeur de troupe de music-hall de trente ans son aîné, avec lequel elle a eu sa première expérience amoureuse à l'âge de 16 ans.
Elle enchaîne les cabarets, les opérettes et les tournages… la course aux cachets : elle tourne son premier film en 1948 avec Fernand Sardou intitulé Si ça peut vous faire plaisir de Jacques Daniel-Norman avec Fernandel en vedette.
À partir de 1948, le cinéma lui offre une succession de rôles de bonnes femmes gouailleuses, mais la cantonne aux mêmes rôles : « J'ai tout de suite été inscrite à la rubrique "rondeur". Dès qu'il fallait une concierge, une nourrice, une belle-mère irascible, une pute sur le retour, une poissonnière ou une marchande de journaux, hop, par ici la p'tite grosse ! » Elle n'obtiendra pas de grands rôles au cinéma. Néanmoins, citons : Retenez-moi... ou je fais un malheur ! (1983) de Michel Gérard, Par où t'es rentré, on t'a pas vu sortir (1983) de Philippe Clair avec Jerry Lewis, La Vengeance du serpent à plumes (1984) de Gérard Oury avec Coluche ou Les Mamies (1992) d'Annick Lanoë avec Danielle Darrieux, Sophie Desmarets, Odette Laure et Paulette Dubost.
Le 7 septembre 1960, elle ouvre avec son mari à Paris, rue Lepic un cabaret appelé « Chez Fernand Sardou » qu'elle doit fermer en 1965 après avoir fait faillite. Pour payer ses créanciers, elle devient alors, en tant que salariée, tenancière d'un bar à hôtesses à Paris rue Frochot, avant d'être engagée par Jean-Michel Rouzière au théâtre du Palais-Royal, ce qui lui permet de revenir au théâtre.
Jackie Sardou s'est réellement révélée au grand public lors des vingt dernières années de sa vie, en décidant, après la mort de son mari en 1976, d'abandonner son nom de scène Jackie Rollin pour son nom marital Sardou, beaucoup plus vendeur depuis la notoriété de son fils. Elle paraît souvent à la télévision (dans des jeux comme L'Académie des neuf avec Jean-Pierre Foucault) et à la radio (Les Grosses Têtes de Philippe Bouvard sur RTL et Allô Jackie sur RMC), ainsi que dans des pièces de théâtre populaires et comiques telles que Chéri de Colette avec Michèle Morgan en 1982, N'écoutez pas Mesdames de Sacha Guitry avec Pierre Dux et Micheline Boudet en 1985 ou Le Clan des veuves en 1992.
Avec Michel Sardou elle enregistre, en 1982, un sketch (écrit par Jean-Loup Dabadie), intitulé Maman et plus tard, en 1993, un album de chansons populaires sous le titre Jackie Sardou chante…. En 1987, elle publie chez Plon un livre de souvenirs, Hé, la petite grosse !.

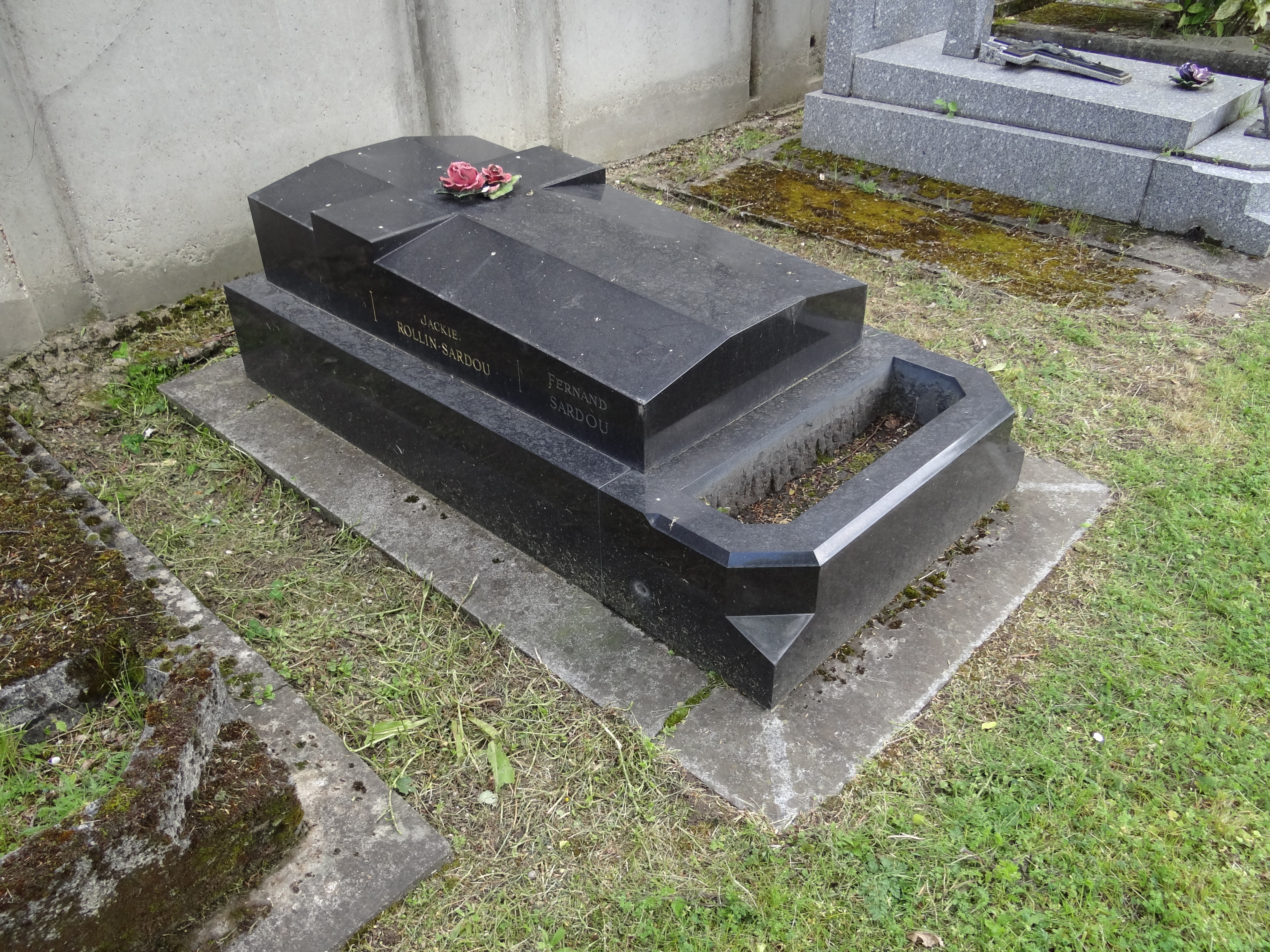
L'ancienne tombe de Fernand et Jackie Sardou au cimetière nouveau de Neuilly-sur-Seine (Hauts-de-Seine).

Elle meurt le 2 avril 1998 à Paris, quelques jours avant ses 79 ans, d'un œdème pulmonaire. Sa dépouille est initialement inhumée dans le cimetière nouveau de Neuilly-sur-Seine, dans les Hauts-de-Seine, aux côtés de son mari. Les deux époux ont été ensuite transférés à Cannes au cimetière du Grand Jas en 2006.

## Filmographie

### Cinéma
- 1948 : Si ça peut vous faire plaisir de Jacques Daniel-Norman : la fleuriste
- 1949 : Hôtel des Artistes de Jean Perdrix - cm -
- 1951 : Cœur-sur-Mer de Jacques Daniel-Norman : l'amie de l'Anglais
- 1950 : Meurtres ? de Richard Pottier : une amie
- 1950 : La Rue sans loi de Marcel Gibaud : la nourrice
- 1951 : Nous irons à Monte-Carlo de Jean Boyer : Mme Bindinelli
- 1952 : Le Fruit défendu d'Henri Verneuil : la mère du garçon radiographié
- 1953 : L'Appel du destin de Georges Lacombe
- 1953 : Leur dernière nuit de Georges Lacombe : la concierge
- 1955 : Le Printemps, l'automne et l'amour de Gilles Grangier
- 1955 : Les deux font la paire d'André Berthomieu : la théâtreuse
- 1955 : M'sieur la Caille d'André Pergament : Mme Riri
- 1955 : Je suis un sentimental de John Berry : la concierge
- 1955 : Quatre Jours à Paris d'André Berthomieu : Zénaïde
- 1956 : Le Septième Commandement de Raymond Bernard : Hélène, la domestique de Gilbert
- 1956 : Les carottes sont cuites de Robert Vernay
- 1957 : Fric-frac en dentelles de Guillaume Radot : Mme Espinasse
- 1957 : Le Coin tranquille de Robert Vernay : une passagère du premier car
- 1957 : Le Chômeur de Clochemerle de Jean Boyer : Mme Donjazu
- 1958 : Le Désert de Pigalle de Léo Joannon : Mme Cazeneuve
- 1958 : Prisons de femmes de Maurice Cloche : Lulu
- 1958 : Suivez-moi jeune homme de Guy Lefranc
- 1959 : Drôles de phénomènes de Robert Vernay
- 1960 : La Vérité d'Henri-Georges Clouzot : Mme Gaubert, la concierge
- 1960 : Les Jeux de l'amour de Philippe de Broca : Myriam Hanesco
- 1963 : La Bande à Bobo de Tony Saytor
- 1966 : Sale temps pour les mouches de Guy Lefranc
- 1968 : Béru et ces dames de Guy Lefranc : Berthe Bérurier
- 1968 : Ho ! de Robert Enrico : Mado
- 1968 : La Prisonnière d'Henri-Georges Clouzot : la caissière
- 1970 : Le Mur de l'Atlantique de Marcel Camus : Mme Charlus
- 1975 : On a retrouvé la septième compagnie de Robert Lamoureux : Mme Crouzy dite « la mère Crouzy »
- 1975 : Opération Lady Marlène de Robert Lamoureux : la femme d'Amédée
- 1976 : Les Grands Moyens de Hubert Cornfield: Josette Conségude
- 1976 : Le Chasseur de chez Maxim's de Claude Vital : Marguerite
- 1977 : Freddy de Robert Thomas : la femme à barbe
- 1979 : New génération de Jean-Pierre Lowf Legoff: la matrone
- 1982 : T'es folle ou quoi ? de Michel Gérard : la gardienne
- 1982 : On s'en fout, nous on s'aime de Michel Gérard : la prof chahutée
- 1982 : On n'est pas sorti de l'auberge de Max Pécas : Mme Sulpice
- 1983 : Adam et Ève de Jean Luret : Esther Ben Hoït
- 1984 : Retenez-moi... ou je fais un malheur ! de Michel Gérard : l'ouvreuse
- 1984 : Par où t'es rentré ? On t'a pas vu sortir de Philippe Clair : Pauline, la mère de clovis
- 1984 : La Vengeance du serpent à plumes de Gérard Oury : la concierge
- 1985 : Gros dégueulasse de Bruno Zincone : la marchande de fraises
- 1986 : La Vie dissolue de Gérard Floque de Georges Lautner : la quémandeuse d'autographes
- 1988 : Les Gauloises blondes de Jean Jabely : la sorcière
- 1992 : Les Mamies d'Annick Lanoë : Zézette

### Télévision

#### Séries et téléfilms
- 1958 : Les Cinq Dernières Minutes, épisode Les Cheveux en quatre de Claude Loursais : Mme Riotord
- 1962 : L'inspecteur Leclerc enquête, épisode Ma femme est folle de Claude Barma : la concierge
- 1965 : Les Saintes chéries de Jacques Becker (série) : Mme Martin, l'amie casse-pieds
- 1966 : Allô Police : la 3e concierge (ép. 1 : Pluchard)
- 1974 : Les Faucheurs de marguerites de Marcel Camus (série) : Mme Perrier
- 1974 : Malaventure de Joseph Drimal (série) : Marguerite
- 1977 : Les Folies Offenbach de Michel Boisrond (série) : Mme Mirador
- 1979 : Histoires de voyous: Le concierge revient tout de suite (téléfilm) : la matronne
- 1980 : L’Inconnu d’Arras (téléfilm) : la mère Venot
- 1980 : Les Amours du mal-aimé (téléfilm) : la concierge
- 1981 : Histoire contemporaine (série) : Joséphine
- 1981 : Tovaritch (téléfilm) : Louise
- 1982 : Les Amours des années grises (série) : Mme Panaro
- 1983 : L'Intoxe (téléfilm) : la marchande de journaux
- 1984 : Emmenez-moi au théâtre: Chéri (téléfilm) : Mme Aldonza
- 1985 - 1991: Maguy (série) : Mme Bignole
- 1995 : Le Clan des veuves (téléfilm) : Jackie

#### Au théâtre ce soir
- 1973 : La Reine blanche  de Pierre Barillet et Jean-Pierre Grédy, mise en scène Jacques Sereys, réalisation Georges Folgoas, théâtre Marigny
- 1974 : Il y a longtemps que je t'aime de Jacques Deval, mise en scène Raymond Gérôme, réalisation Georges Folgoas, théâtre Marigny
- 1979 : Mon crime de Louis Verneuil et Georges Berr, mise en scène Robert Manuel, réalisation Pierre Sabbagh, théâtre Marigny
- 1979 : Piège pour un homme seul de Robert Thomas, mise en scène de l'auteur, réalisation Pierre Sabbagh, théâtre Marigny
- 1979 : La Route des Indes de Jacques Deval, mise en scène Robert Manuel, réalisation Pierre Sabbagh, théâtre Marigny
- 1980 : La Maîtresse de bridge de Louis Verneuil, mise en scène Robert Manuel, réalisation Pierre Sabbagh, théâtre Marigny

## Théâtre
- 1947 : Baratin de Marc Cab et Jean Valmy avec Roger Nicolas, théâtre de l'Européen
- 1948 : Hier contre aujourd'hui de Robert Beauvais et Michel Vaucaire, mise en scène Lucien Rimels, théâtre des Célestins
- 1960 : Impasse de la fidélité d'Alexandre Breffort, mise en scène Jean-Pierre Grenier, théâtre des Ambassadeurs
- 1968 : Désiré de Sacha Guitry, mise en scène Pierre Dux, théâtre du Gymnase, théâtre du Palais-Royal
- 1976 : Knock de Jules Romains, mise en scène Jean Meyer, théâtre des Célestins
- 1977 : Féfé de Broadway de Jean Poiret, mise en scène Pierre Mondy, théâtre des Variétés avec : Jacqueline Maillan, Michel Roux, Roger Carel, Annick Alane
- 1979 : Tovaritch de Jacques Deval, mise en scène Jean Meyer, théâtre de la Madeleine
- 1980 : L'Intoxe de Françoise Dorin, mise en scène Jean-Laurent Cochet, avec Jeanne Moreau, Jacques Dufilho et Anne Parillaud théâtre du Palais-Royal
- 1981 : Chéri de Colette, mise en scène Jean-Laurent Cochet, avec Odette Laure, Théâtre des Variétés
- 1983 : Chéri de Colette, mise en scène Jean-Laurent Cochet, théâtre des Célestins
- 1984 : Brocéliande de Henry de Montherlant, mise en scène Jean Meyer, théâtre des Célestins
- 1985 : Les Femmes savantes de Molière, mise en scène Jean Meyer, théâtre des Célestins
- 1985 : N'écoutez pas Mesdames de Sacha Guitry, mise en scène Pierre Mondy, théâtre des Variétés, théâtre du Palais-Royal en 1986
- 1990 : Le Clan des veuves de Ginette Garcin, mise en scène François Guérin, avec Ginette Garcin et Mony Dalmès, théâtre Fontaine
- 1995 : Laisse faire Nini de Laurence Jyl, mise en scène François Guérin, avec Philippe Castelli, Christian Marin et Marie-Christine Demarest, théâtre Eldorado